# Władcy Sancerre

## Dynastia z Blois
- 960 - 975: Tybald I Oszust
- 975 - 996: Odon I
- 996 - 1004: Tybald II
- 1004–1037: Odon II
- 1037–1089: Tybald III
- 1089–1102: Stefan Henryk
- 1102–1152: Tybald IV
- 1152–1190: Stefan I
- 1190–1219: Wilhelm I
- 1219–1267: Ludwik I
- 1267–1284: Jan I
- 1284–1306: Stefan II
- 1306–1327: Jan II
- 1327–1346: Ludwik II
- 1346–1402: Jan III
- 1402–1419: Małgorzata

## Dynastia z Owernii
- 1419–1426: Beraud
- 1426–1435: Joanna

## Dynastia Burbon-Montpensier
- 1435–1451: Ludwik

## Dynastia z Bueil

Herb rodu de Bueil

- 1451–1477: Jan V de Bueil
- 1477–1506: Antoine de Bueil
- 1506–1513: Jacques de Bueil
- 1513–1515: Charles de Bueil
- 1515–1537: Jan VI de Bueil
- 1537–1563: Ludwik III de Bueil
- 1563–1638: Jan VII de Bueil
- 1638–1640: René de Bueil

## Kondeusze
- 1640–1646: Henryk II Burbon-Condé
- 1646–1686: Ludwik II Burbon-Condé
- 1686–1709: Henryk Juliusz Burbon-Condé
- 1709–1710: Ludwik III Burbon-Condé
- 1710–1740: Ludwik IV Henryk Burbon-Condé
- 1740–1775: Ludwika Elżbieta Burbon-Condé

## Ród d'Espagnac
- 1775–1785: Charles-Antoine Léonard de Sahuguet